# چرخ‌دنده‌های جنگ: داوری
چرخ‌دنده‌های جنگ: داوری (به انگلیسی: Gears of War: Judgment) یک بازی ویدئویی به سبک تیراندازی سوم شخص است که توسط اپیک گیمز و پیپل کن فلای ساخته‌شده و به‌وسیلهٔ استودیو مایکروسافت در ۱۹ مارس ۲۰۱۳، برای اکس‌باکس ۳۶۰ منتشر شد. این بازی چهارمین قسمت از مجموعه بازی‌های چرخ‌دنده‌های جنگ به‌شمار می‌آید.
در ۴ ژوئن ۲۰۱۲، مایکروسافت خبر ساخت عنوان چرخ‌دنده‌های جنگ: داوری را در طی کنفرانس مطبوعاتی این شرکت در نمایشگاه رسانه و تجارت ای۳ ۲۰۱۲ رونمایی کرد.